# Dildarnagar Fatehpur Bazar
Dildarnagar Fatehpur Bazar là một thị xã và là một nagar panchayat của quận Ghazipur thuộc bang Uttar Pradesh, Ấn Độ.

## Nhân khẩu
Theo điều tra dân số năm 2001 của Ấn Độ, Dildarnagar Fatehpur Bazar có dân số 11.409 người. Phái nam chiếm 52% tổng số dân và phái nữ chiếm 48%. Dildarnagar Fatehpur Bazar có tỷ lệ 70% biết đọc biết viết, cao hơn tỷ lệ trung bình toàn quốc là 59,5%: tỷ lệ cho phái nam là 77%, và tỷ lệ cho phái nữ là 63%. Tại Dildarnagar Fatehpur Bazar, 16% dân số nhỏ hơn 6 tuổi.